# Речна долина
Речна долина (ијек. ријечна долина) је уже или шире удубљење у рељефу са обе стране речног корита, односно, релативно уски и издужени равничарски појас уз реку који се карактерише општим падом према ушћу реке. Долине реке се спајају, никада не пресецају и сливају у једну долину. Својим ерозивним деловањем реке константно продубљују речно корито и проширују речну долину.
Састоји се од дна у коме је усечено речно корито, долинских страна и речног корита.

## Формирање речних долина
Формирање речних долина је резултат различитих процеса који су, у току њихове историје, утицаји на њихово формирање. То пре свега може бити проточна вода, као и геолошки фактори:
- тектонски покрети,
- вулканске ерупције,
- крашки процес,
- кретање ледника и сл.

## Одлике
Реке у равницама имају плитке и широке речне долине, док реке у планинама имају дубоку и уску речну долину. Уске долине стрмих страна су клисуре, а долине са готово вертикалним странама су кањонске долине.

## Подела

### У зависности од тога како су формиране
- ерозионе — резултат активности проточних вода,
- тектонске — резултат дејства тектонских процеса,
- вулканске — формиране под утицајем вулканских процеса и
- ледничке — формиране као последица кретања ледника.

### По геолошкој старости
- младе долине и
- старе долине.

### По израженом удубљењу
- теснаци или пукотине,
- кањони, речне долине скоро вертикалних страна,
- клисуре, уске долине стрмих страна.
- нормалне долине.[тражи се извор]

### Према правцу пружања и паду слојева
- уздужне и
- попречне
  - консеквентне или катаклиналне и
  - обсеквентне или анаклиналне.

### Према континуитету усецања
- монофазне и
- полифазне.

### Према броју ерозија које их изграђују
- моногенетске и
- полигенетске.

### Према начину пружања
- линеарне и
- меандарске долине.

### Према морфолошкој разноликости
- композитне.

### Према карактеру тектонских покрета
- антецедентне.

### Према стратиграфском односу између мекших и отпорнијих стена у којима су усечене
- мекше стене леже у повлати, а отпорне у подини (епигенетске долине) и
- отпорне стене леже у повлати, а мекше у подини.[1]

## Младе долине
Младе долине су долине слабо разрађене проточном водом. Имају попречне профиле са вертикалним странама и уским дном. У хоризонталном плану ове долине се представљају изломљеном степенастом линијом. Својствене су планинским регионима. Њихово дно и обале се састоје од чврстих стена због чега се првобитни облик задржава веома дуго. Дубоке су и уске, карактеришу се стрмим падинама, које се називају клисуре.

## Старе долине
Старе долине се налазе у ерозионим наслагама и у хоризонталној пројекцији су представљене правилним елипсоидним линијама. Подужни профил им равномерно пада ка мору. Имају благе обале и широко дно које је напуњено речним наносом.
Између ова два типа долина, постоји мноштво међуформи које су, у већој или мањој мери, сличне горенаведеним облицима.

## Фосилне речне долине
Фосилне речне долине спадају у фосилне флувијалне облике. Ови облици више се не изграђују непосредним деловањем активног флувијалног процеса. Кроз фосилне речне долине данас не протичу речни токови, оне су суве и ван хидрографске функције. 
У класификацији фосилних речних долина издвајају се: прадолине, уади, преграбенске, пиратеријске, потопљене, суве крашке и субмаринске (подморске) долине. 
Прадолине су фосилне долине настале усецањем речних токова који су настајали отапањем ободних делова Инландајса током Плеистоцена. Након повлачења Инландајса према северу, са престанком Леденог доба, ове речне долине остале су суве. Делови ових фосилних долина запажају се данас у северној Немачкој и Пољској.
Уади (вади) су суве речне долине у пустињским областима. Њих су усекле реке које су текле у прошлости, када је у тим областима владала влажнија клима. Они су бројни у Сахари. После ретких плаховитих киша у њима се могу јавити повремени речни токови. 
Преграбенске долине су некадашње долине које су услед радијалних тектонских покрета остале ван своје хидрографске функције. Оне се запажају у рељефу Средишње зоне раседних планина и котлина. Један од примера је Тетовска суходолица између Скопске и Полошке котлине. 
Пиратеријске долине остале су ван хидрографске функције захваљујући појави пиратерије. Један од типских примера је долина Сувог дола између Блаца и Стубаља, чији је узводни део пиратерисала Блаташница, притока Расине. 
Потопљене долине постале су при трансгресији мора, које је продрло у речни слив, при чему је један део речне долине преобраћен у мореуз. Према Јовану Цвијићу мореузи Босфор и Дарданели су делови некадашње долине плиоцене реке која је текла из Украјине а утицала у Средоземно море између Родоса и Крита. Сличан пример је потопљена долина Зрмање код Маслинице, која повезује у виду мореуза Јадранско и Новиградско море. 
Суве крашке долине карактеристичне су за крашке пределе. Деловањем крашког процеса површинско отицање преобраћа се у подземно те низводни део долине остаје без воде. Овакве долине бројне су у динарском красу и красу источне и западне Србије. 
Субмаринске или подморске су некадашње речне долине потопљене под морски ниво. Постоје две групе ових долина: субмаринске шелфске и субмарински кањони. Субмаринске шелфске су плиће, секу целу ширину континенталног шелфа а завршавају се на континенталном одсеку. Оне се јављају на континенталном шелфу Јапана, Северне Америке, Гвинејског залива итд. Подморска долина Дунава у Црном мору лежи на дубини од 70-80 m а подморска долина Неретве на око 100 m. 
Субмарински кањони су дубоко усечени у континенталном шелфу и континенталном одсеку а њихово подморско ушће налази се на дубини од 900 до 3000 m. Запажају се у Северној Америци, на обалама Бразила и Чилеа, на ушћу Конга, Огове и Нигера, на Златној обали итд.